# Estadi Nuevo Vivero
L'Estadi Nuevo Vivero és un recinte esportiu per a la pràctica del futbol situat a Badajoz, Extremadura. Va ser inaugurat el 2 de desembre de 1998 en un partit amistós disputat entre el Club Deportivo Badajoz i el CF Extremadura finalitzat amb 0-0 en el marcador. L'estadi va ser construït i finançat per la Junta d'Extremadura entre setembre de 1997 i novembre de 1998 per substituir a l'antic Estadio Vivero.
Es troba a la Ciutat Esportiva de "La Granadilla", a l'avinguda del Club Deportivo Badajoz, a uns 2 km del nucli urbà. Té una capacitat total de 14898 espectadors amb totes les localitats de seient i el terreny de joc compleix amb les exigències de la FIFA quant a les dimensions (105x68 metres).
Consta de dos amfiteatres de graderies no gaire altes que discorren al llarg del perímetre de joc. La tribuna principal és l'única que disposa de coberta per als espectadors i és on es troben la seu del club, la llotja d'honor, els vestuaris, la sala de manteniment, sala de premsa, cabines de premsa... L'estadi té un marcador electrònic i quatre torres d'il·luminació situades en les cantonades. També una de les característiques del Nuevo Vivero és la comoditat d'aparcament a la rodalia, amb unes 1000 places, necessàries perquè està allunyat del nucli urbà.
L'estadi acull els partits com a local del Club Deportivo Badajoz, que ha participat en la Copa del Rei, Segona Divisió, Segona Divisió B, Tercera Divisió d'Espanya, Regional Preferent i Primera Regional. El primer partit oficial que s'hi va disputar va tenir lloc el 6 de desembre de 1998 i va ser un Club Esportiu Badajoz - CD Toledo de Segona Divisió, que va acabar amb victòria visitant per 0 a 1. La primera victòria local va tenir lloc el 20 de desembre de 1998, quan el Club Deportivo Badajoz va derrotar el Real Sporting de Gijón per 2 a 0.
El recinte a més ha acollit dos partits internacionals: el primer es va disputar el 8 de setembre de 1999 entre Espanya i Xipre, que va finalitzar amb golejada local per 8-0 (partit de classificació per l'Eurocopa 2000); i el segon es va disputar el 30 d'agost de 2006 entre Espanya i Liechtenstein, que va acabar novament amb victòria espanyola (4-0) i va servir de classificació per l'Eurocopa 2008.
A més, formava part dels estadis seleccionats per a la candidatura Ibèrica d'Espanya-Portugal per al Mundial 2018, que finalment va guanyar Rússia. En cas que hagués estat triada Badajoz com una de les seus s'hagués dut a terme una remodelació projectada per la qual el seu aforament s'incrementaria fins als 48 000 espectadors.
El 2019 amb l'arribada del nou propietari del Club Deportivo Badajoz l'empresari Joaquín Parra l'estadi renova pràcticament tota la seva estructura que es trobava bastant abandonada per part del consistori municipal.